# Cacatua negra crestada
La cacatua negra crestada (Calyptorhynchus banksii) és una espècie d'ocell de la família dels cacatuids (Cacatuidae) que habita boscos poc densos d'Austràlia, al sud d'Austràlia Occidental, Territori del Nord, oest de Victòria i sud-est d'Austràlia Meridional.